# Androsace zayulensis
Androsace zayulensis är en viveväxtart som beskrevs av Hand.-mazz. Androsace zayulensis ingår i släktet grusvivor, och familjen viveväxter. Inga underarter finns listade i Catalogue of Life.